# قولر (بهي دهبكري)
قولر (بالفارسية: قولر) هي قرية تقع في إيران في قسم بهي دهبکري الريفي. يقدر عدد سكانها بـ 18 نسمة بحسب إحصاء 2016.